# Filosofía del arte (obra)
La obra Filosofía del arte (en francés original, Philosophie de l'art) fue escrita por Hippolyte Taine en 1865. Esta obra es el resumen de 10 clases de historia del arte y estética que impartió en la Escuela de Bellas Artes de París entre 1864 y 1870. Esta obra «ha sido aceptada como el paradigma de las sociologías decimonónicas del arte.»
Algunos autores contemporáneos consideran que, «en realidad, las ideas estéticas de Hipólito Taine parecen confinadas a la categoría de curiosidad histórica» más de un siglo después de su fallecimiento. «Su Filosofía del arte se ha convertido en curiosidad de anticuario y el problema representado por Taine se despacha fácilmente.»
La obra está dividida en cuatro volúmenes. A excepción del primero, los otros tres volúmenes hablan de un período artístico en concreto. 

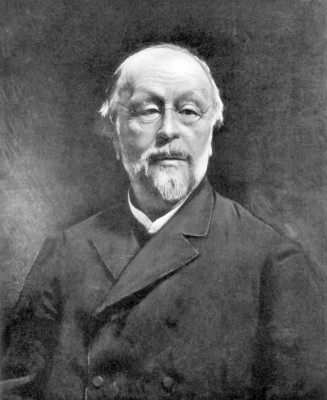
Hipólito Taine

## Vida del autor en relación con la obra
Hipólito Taine destaca por su vocación enciclopedista y sus firmes convicciones que le llevarán a no aprobar los exámenes de agregación a filosofía. 
Será profesor en varias provincias francesas como Nevers donde, además de ejercer la docencia, asumirá la cultura de esas provincias para relacionar y alternar con sus propias ideas. Pero la limitación de las provincias hará que vuelva a París. 
Las ideas del París de ese momento ayudaron a que las ideas de Taine tuvieran mejor acogida. La filosofía ya no se entendía ni como teología ni como el positivismo de Alfred Maury, Emile Littré y Ernest Renan. Relacionó la filosofía con el método científico por su influencia con los enciclopedistas y acudió durante 3 años a la academia de medicina y al museo de antropología. 
En 1857 empezó como profesor de estética en la Escuela Superior de Bellas Artes, y esta obra es un resumen de unas clases que hace allí como el propio autor anuncia en la misma: “Esta obra es el resumen de un curso de diez lecciones explicadas por mí en la Escuela de Bellas Artes”. Además, recibe la influencia de sus viajes a Holanda, Alemania, Bélgica, Italia y España, donde no sólo se fija en el arte, sino que también ve la historia y el ambiente geográfico. Esto nos muestra que no sólo se interesa por el arte, sino también en la sociedad en general. Éste es uno de sus puntos en la obra, defiende que la creación artística recibe influencia del medio donde se hace. También hay que hablar de la influencia política, que observará siempre desde la teoría, como profesor y no en la práctica, “el político estaba implícito en el filósofo y sobre todo en el historiador.”

## Contenido de la obra
El libro "Filosofía del arte" está dividido en estos 4 volúmenes:

### Primer volumen
Comienza hablando de la naturaleza de la obra de arte. Nos afirma que la obra de arte no es un hecho aislado sino que cada obra está ligada a tres factores: 
- Para empezar, "Las diversas obras de un artista tienen entre sí cierto parentesco, como hijas del propio padre".[5]
- Además, la obra y el artista también forman parte de una escuela o movimiento artístico.
- Por último, la obra y el artista también están influenciados por el medio en el que se encuentran y los gustos del entorno. Este último es un factor muy determinante de modo que, si queremos saber el motivo que ha llevado a un autor a realizar su obra, no podemos olvidar la época y el ambiente general que rodea al artista.

Taine sigue preguntándose qué es el arte; por eso toma la poesía, la pintura y la escultura y nos dice que el arte es una imitación de la naturaleza, y no sólo imitan la naturaleza a los artistas sino que las escuelas también lo hacen. Por eso siempre debemos tener en cuenta lo natural. De cualquier modo, la imitación de la naturaleza no es la única finalidad de la obra. Una prueba que da es que la escultura admite la inexactitud; además, el artista representará lo que a él le interese resaltando lo que quiera hacer más evidente por el espectador de su obra. También dice que las escuelas más notables son aquellas que más alteran la relación que hay con la realidad, estas escuelas y artistas modifican su obra para que quede manifestado su carácter esencial. Así llega a la conclusión de que el arte tiene por objetivo manifestar el carácter fundamental, un punto de vista importante o una forma de ser de un objeto, y esto la naturaleza no llega a realizarlo. Aunque el artista hace algunos cambios, es necesario que las cosas tengan una sensación original.

Después de haber realizado este recorrido, Taine encuentra la definición de arte:
"La obra de arte tiene por objeto manifestar un carácter esencial o saliente o bien una idea importante, con mayor claridad y de una manera más completa que la realidad misma. Para ello se vale de un conjunto de partes o elementos ligados entre sí, donde las relaciones modifica sistemáticamente. En las tres artes de la imitación, pintura, escultura y poesía, estos conjuntos corresponden a objetos reales".
Taine habla también de la producción artística, de ésta, y expresa que la ley de creación artística se encuentra determinada por el estado general del espíritu y las costumbres ambientales, siendo estas dos partes las que se encargan de eliminar la obra de arte que no se considera validada y de hacerla desconocida. Esta teoría la prueba con los cuatro momentos de máximo esplendor europeo:
- La Antigua Grecia y Roma
- La Edad Media feudal
- Las monarquías nobiliarias del siglo XVII
- La democracia industrial.

Después de explicar estos ejemplos, ve con más exactitud qué “crea” la obra de arte, y dice que en todos los casos existe una situación general, y que ésta se desarrolla en sentimientos diferentes que se manifiestan en el personaje reinante, y el arte es dedicado a este hombre, por eso todo el arte depende de ese hombre ideal. También afirma que cada situación tiene su estado de espíritu y que, por tanto, cada época tiene su propio estilo de arte.

### Segundo volumen
En este volumen Taine habla de la pintura en el renacimiento italiano y dice que en un espacio tan reducido florecen los magistrales artistas Leonardo da Vinci, Rafael, Michelangelo Buonarroti, Andrea del Sarto, Fray Bartolomeo, Giorgione, Tiziano, Sebastiano del Piombo y Correggio.
Necesitamos definir con exactitud la pintura clásica, pintura que consideran perfecta, puesto que no señalamos sus caracteres y no hacen más que concederle un elevado rango. Pero aunque tiene ese rango, también tiene sus caracteres, es decir, su dominio propio, del que no sale en ninguna ocasión. Esta pintura desprecia o desdeña el paisaje. Ese aspecto de la pintura queda para la diversión del pintor, y el verdadero objetivo es el cuerpo.
Los templos, las ruinas, los palacios, se agrupan en líneas ideales. La Naturaleza se desnuda de su nativa independencia y de sus propios impulsos para someter al hombre, decorar sus fiestas y ensanchar sus habitaciones.
Por otro lado, dejan también a los flamencos la pintura de la vida real: el personaje contemporáneo con su traje corriente, ocupándose en los diarios trabajos, en medio de sus muebles, en el paseo, en el mercado, en la casa de la villa, en la taberna.
Pero todo el campo de la pintura clásica tiende a limitarse más. El personaje idealizado elegido como centro, aunque puede diferenciar el cuerpo del alma, se comprende fácilmente que no da la primacía a ésta, puesto que la pintura a la que nos referimos no es mística, ni dramática, ni espiritualista. No se trata de representar ante nuestras miradas el mundo incorpore y sublime, las almas puras estáticas, los dogmas teológicos o eclesiásticos. No intenta esta pintura destacar sobre el lienzo una escena violenta y dolorosa que mueva piedad y miedo. 
Tampoco pretende expresar sentimientos profundos, extraordinarios, complicados. No persigue tampoco los efectos ricos en matices o grandiosidad que son característicos de una época ulterior, cuando ya es visible la decadencia, aquellas seductoras y lánguidas Magdalenas, aquellas Madonnas pensativas y delicadas, los mártires trágicos y tumultuosos de la escuela de Bolonia.
Pero para los demás artistas, e incluso para el propio Leonardo, muchas veces la forma es un fin y no un medio. Anhelan dar la imagen de un cuerpo humano idealizado, muy parecido al tipo griego, de bellas proporciones y perfecto equilibrio en todos sus miembros, tomando en un momento feliz, en una actitud afortunada, de modo que la obra entera haga pensar en un mundo de seres heroicos y divinos, un mundo superior y perfectísimo.
No puede considerarse el arte del Renacimiento como una feliz casualidad. No puede negarse que la causa de tan bello florecer sea una disposición general de los espíritus, una sorprendente aptitud extendida en todas las capas de la nación. Esta aptitud apareció y terminó en épocas determinadas, y el arte apareció y terminó en las mismas épocas; si aquélla se desarrolló en un determinado sentido, el arte se desarrolló en idéntica dirección. Esta disposición o aptitud era como el cuerpo en el que la sombra fue el arte, que siguió de acuerdo con su nacimiento, desarrollo, decadencia y orientación general. El arte queda sometido y ligado a esa facultad que le hace variar en consonancia con sus alteraciones; es decir, depende de la aptitud en su totalidad y durante todo su curso. Esta aptitud es, pues, la condición necesaria y suficiente. Por tanto, habrá que estudiarla con detenimiento si queremos comprender y explicar el arte que nos ocupa.
Tres condiciones son necesarias para que el hombre pueda apreciar y producir la pintura de gran estilo:
- En primer lugar, es necesario que tenga cierta cultura. La sociedad pasa de las costumbres feudales al espíritu moderno, y esta gran transformación ocurre antes en Italia que en ninguna otra parte.[11] En resumen: en toda Europa el régimen es todavía feudal, y los hombres, como animales feroces y fuertes, no piensan más que en beber, en comer, en combatir, y en ejercitar a sus miembros. En oposición a lo anterior, Italia es un país casi moderno. Con la supremacía de los Médicis, Florencia vive en paz; los burgueses reinan pacíficamente... Por primera vez, desde la caída de la civilización antigua, puede verse una sociedad que concede el primer puesto a los disfrutes del espíritu. Los hombres preferidos de esa época son los humanistas, restauradores entusiastas de las bellas letras griegas y latinas.[12]
- Lo dicho anteriormente nos lleva a otra característica de aquella civilización ya una condición nueva de la pintura de gran estilo. En otras épocas el refinamiento del espíritu ha sido tan grande, sin que la pintura haya tenido un esplendor tan extraordinario. En nuestro tiempo, por ejemplo, los hombres, que además de los conocimientos del XVI han acumulado trescientos años de experiencia y descubrimientos, son más sabios, están mejor previstos de ideas que en ningún otro momento de la historia. Sin embargo, no podemos decir que las artes del dibujo en la Europa contemporánea produzcan obras tan bellas como las de Italia durante el Renacimiento. No es suficiente para explicar las obras maestras del año 1500, notar la inteligencia vigorosa y la cultura completa de los contemporáneos de Rafael; es preciso, además, así como hemos comparado a Italia con el resto de Europa durante el XV, compararla con Europa tal y como se encuentra actualmente.[13]
- Los artistas del renacimiento son visuales. Aquellos hombres pintan espontáneamente cómo quieren los pájaros y corre el caballo; las formas coloreadas son en ese momento el medio de expresión natural del espíritu; los espectadores las ven reproducidas en un cuadro o fresco. Viven en medio de estas imágenes formando auténticos cuadros vivos junto a los cuadros pintados.[14]

El Renacimiento es un momento único de transición entre la Edad Media y la Edad Moderna, entre la cultura insuficiente y la cultura demasiado grande, entre el reinado de los instintos primitivos y el reinado de las ideas elaboradas. El hombre cesa entonces de ser un salvaje animal carnicero que solo ejercita sus miembros, y no es todavía un espíritu puro, de gabinete o de salón, que solo sabe utilizar su lengua y su entendimiento. Participa de ambas naturalezas; tiene sueños intensos y prolongados, como el bárbaro y agudas y delicadas curiosidades, como el hombre culto. Como el primero, piensa en imágenes; como el segundo, logra establecer normas. Como el primero, busca el placer sensible; como el segundo, quiere algo más que el disfrute de los sentidos. Tiene ganas, pero siente el refinamiento. Se interesa por el exterior de las cosas, pero exige que sean perfectas. Las formas bellas que contempla en las obras de sus grandes artistas no hacen sino determinar los contornos de que su mente están hechos y satisfacer los profundos instintos de los que estaba amasando su corazón.
Por estado de espíritu entendemos cómo el género, número y calidad de las ideas que se encuentran en una mente humana; son, en cierto modo, como su mobiliario. Hay algo en él mucho más importante que las ideas: su propia estructura, esto es, su carácter, o, en otros términos, los instintos naturales, las pasiones básicas, la extensión de su sensibilidad, el grado de energía que posee; en una palabra, fuerza y dirección de sus resortes internos.
Cuando las facultades se mueven con ese ímpetu y precisión; cuando la actividad es tan continuada y gigantesca, el tono del espíritu es un abordaje de disfrute, un poderoso entusiasmo y alegría. Sus ideas brotan completas, coloridas y vivas. Dos condiciones son necesarias para producir las grandes obras:
- La primera, un sentimiento vivo, espontáneo, propio y personal, que se expresa tal y como se siente, sin experimentar reconocimiento alguno ante posibles opiniones y sin someterse a la dirección de nadie.

- La segunda se encuentra en la presencia de las almas simpatizantes, en la ayuda continua que viene del ambiente, por la que las ideas vagas que se llevan a la mente germinan, se nutren, se perfeccionan, se multiplican y se exaltan.[19]

Para tener obras de arte es necesario, en primer lugar, artistas; pero, además, hacen falta los talleres. Había talleres, y además los artistas formaban corporaciones. El taller era una verdadera tienda, y no como en la actualidad, salón aparatoso preparado de cara a los encargos. Los discípulos eran aprendices que tomaban parte en la vida y en los triunfos de sus Maestros. Puede deducirse, con absoluta certeza, que si debe aparecer de nuevo en el mundo un arte similar, será necesario que la corriente de los siglos forme previamente un medio similar.

### Tercer volumen
En este tercer tomo Taine habla de la pintura en los Países Bajos. La gente de los países bajos pertenecen en su mayoría a la raza que invadió el Imperio romano en el siglo V, y que en ese momento, por primera vez, junto con las naciones latinas, conquistó su lugar al Sol.
En ciertas regiones, como la Galia, España, Italia, no llevaron más que a los jefes y un crecimiento a la primitiva población. En otras regiones, como Inglaterra y los Países Bajos exterminaron a los antiguos habitantes, y su sangre pura, o casi pura, que corre todavía por las venas de los hombres que habitan esas tierras. Durante la Edad Media, los Países Bajos llevaban el nombre de baja Alemania. Los idiomas belgas y holandeses son dialectos del alemán, y excepto el distrito valón, donde se habla un francés corrompido son la lengua popular de todo el país.
Los países germánicos son la patria del gobierno parlamentario libre. Las literaturas de los pueblos latinos son clásicas y se relacionan más o menos remotamente con la poesía griega, la elocuencia romana, el Renacimiento italiano y el siglo de Luis XIV. Saben depurar y ennoblecer, embellecer y suprimir y ordenar.
Por el contrario, las literaturas germánicas son románticas y tienen por uva primera Edda y las Antiguas sagas del Norte. Su mayor obra maestra es el teatro de Shakespeare, es decir, la representación cruda y completa de la vida real en todos sus detalles.
No se ve en las obras flamencas la desproporción entre el cuerpo y el espíritu.
Nada más adecuado a la pintura, para la que el exceso de pensamiento y emoción es nocivo. Asuntos de tal naturaleza, concebidos con el espíritu de ese país, producen obras de una rara armonía. Solo los griegos y algunos grandes artistas italianos dieron ejemplo de algo parecido en su género; en un grado inferior, los pintores de los Países Bajos realizan la misma obra: nos muestra al hombre completo dentro de su tipo, adaptándolo al ambiente y, por tanto, sin esfuerzo.
Uno de los méritos principales de esta pintura es la perfección y delicadeza del coloreado. En la pintura de los Países Bajos pueden distinguirse cuatro períodos diferentes, y, por una notable coincidencia, cada uno de ellos corresponde a un período histórico. En esto, como en todo, el arte copia la vida; el talento y gustos del pintor cambian en el mismo tiempo y en el mismo sentido que las costumbres y aficiones del público.
El primer período del arte dura aproximadamente un siglo y medio y abarca desde Hubert van Eyck hasta Quintin Massys (1466-1530). Tiene como origen un renacimiento, es decir, un gran desarrollo de la propiedad, de la riqueza y de la inteligencia.
El siglo XV, Flandes es, a la vez que Italia, el país más industrializado, más rico y más brillante de toda Europa. En 1370 hay 3200 telares de lana en Malinas y su comarca.

### Cuarto volumen
En este tomo Taine nos habla de la escultura en Grecia y nos dice que los pueblos conservan siempre la huella de la tierra en la que han vivido.
Las privilegiadas circunstancias físicas y climáticas que ya desde un origen han caracterizado a Grecia, han favorecido el desarrollo más rápido y armonioso del pueblo que habitaba en él así como el despertar del espíritu.
En este sentido, ninguna raza ha estado tan bien dotada por la naturaleza; es como si todas las circunstancias se hubiesen reunido para desarrollar su inteligencia y afinar sus facultades.
En Grecia nada es enorme ni gigantesco, todo es proporcionado, medido, fácil y perceptible por los sentidos. En un espacio tan limitado, todo está claro para el espíritu; la patria moral no tiene nada de grandioso, ni de abstracto, ni de impreciso, como entre nosotros; los sentidos pueden abrazarla, y se funde con la patria física; ambas quedan fijadas en el espíritu del ciudadano con contornos precisos.
Si se mira a su alrededor, la naturaleza se les ofrece más bonita que todas las que el arte pudiera imaginar. No es de extrañar, pues, que en el carácter griego encontramos un fondo inagotable de alegría e inspiración; un anhelo de felicidad vivo y sensible que todavía hoy podemos encontrar en todos los pueblos meridionales.
Y debido a todo esto han sido los artistas más grandes del mundo. Tuvieron la encantadora libertad de espíritu, la desbordante alegría, la graciosa embriaguez de imaginación que lleva al niño a fabricar y gestionar incansablemente pequeños poemas, sin más fin que liberar unas facultades inéditas llenas de vida que siente de repente despertarse en él.
La vida y el espíritu de los griegos eran sencillos: nuestra vida y espíritu son complicados. En consecuencia, su arte era más sencillo que el nuestro, y la idea que tenían del alma y del cuerpo humano, les ofrecía materia para realizar obras que nuestra civilización no puede cometer.
En Grecia, los sentimientos son simples y, en consecuencia, los gustos también. Gracias a esta disposición de espíritu, han podido llevar la escultura a la perfección y, verdaderamente, es su arte nacional, porque ninguno exigiera espíritu, sentimientos y gustos más sencillos.
Según Taine, la estatuaria griega es el momento de máxima relación entre el arte y la vida, ya que según sus propias palabras: para formar al hombre de mármol o de bronce han formado antes al hombre vivo, y la mayor escultura se desarrolla allí al tiempo que la institución encargada de perfeccionar el cuerpo.
Paralelamente a este aspecto, la cultura del espíritu se diversifica, extiende y renueva. La poesía tenía un uso público, no confidencial como tiene en la actualidad. Además, en ella tenía igual importancia la música, la danza, la medida, la imagen y la idea. De ahí que según el mismo autor exprese. Tanto en la vida pública como en la privada, con sus ceremonias y sus fiestas, contribuía a convertir a los hombres en lo que llamamos en nuestros días cantor, figurante, actor y modelo.
Otro aspecto importante de la educación era la gimnasia. Ésta, junto con la poesía lírica, se desarrolla, fija unas normas y adquiere una gran importancia llegando hasta el extremo que promueven la perfección corporal como principal objetivo del hombre en la vida.
Taine defiende que todas las obras de la imaginación humana encuentran su justificación y su lugar en el arte, pero que en el mundo de la imaginación existen diversas categorías porque hay valores diferentes.
Defiende que la relación entre el arte y la ciencia es un honor para ambos y que, de esa misma relación, surge el principio de subordinación de los caracteres. Este principio defiende que un carácter lleva consigo otros caracteres tanto más variables e importantes cuanto más importante e invariable es el mismo carácter.
Hay dos tipos de caracteres: los de la moda y los momentos y caracteres de una generación que tienen una mayor duración, ya que muere con la generación, no con la moda.
Los caracteres aportan a la obra de arte el valor que poseen por sí mismos en una proporción similar.
Establece una segunda escala para medir los caracteres en la que se clasifican según sean más o menos perjudiciales o saludables, por la magnitud de la dificultad o ayuda que aporten a nuestra vida para destruirla o conservarla. Para el individuo, la vida tiene dos directrices principales: el conocimiento y la acción; por eso se pueden distinguir dos facultades principales: inteligencia y voluntad.
Los caracteres beneficiosos en las artes que representan al hombre físico son: la salud completa, el cuerpo perfecto, vestidos amplios y que flotan. Según este orden de valores físicos, podemos clasificarse y mostrar que en igualdad de condiciones, la belleza de la obra depende del grado en que exprese los caracteres beneficiosos. Esta misma escala puede utilizarse tanto para clasificar el carácter de las cosas y el valor de las obras de arte dependiendo de la importancia y beneficios.
Es necesario que los caracteres extrapolados a la obra de arte tengan el más alto valor, y que todas las partes converjan en ese objetivo. Así marcará una profunda huella en el hombre, puesto que vemos aparecer caracteres fuertes e impresionantes Esto siempre está presente en las obras de los grandes artistas.
Una vez pensado el carácter, debe tener un conflicto consciente para manipularlo y, por tanto, es necesario que se ajusten las situaciones a los caracteres. Los efectos de las situaciones y caracteres aumentan o disminuyen según determinan un estado de ánimo.

## Estudios posteriores sobre la obra
- Evans, C. Taine. Essai de biografía interior, Nizet París, 1975
- Gerhardi, GC «La filosófica del arte de Taine. Étude de los métaphores sur la nostalgia de los origines», en W. Drost y otros (eds. ), La lettre et la figure. La littérature et las artes visuels à la época moderna, Winter, Heidelberg 1989, p. 35-56
- Guardan, P. «Taine, ¿positiviste ou idéaliste? », en Dialogue, 21 (1982) 661-669
- Hoeges, D. Literatur und Evolution. Studien zur französischen Literaturkritik im 19 . Jh., Winter Heidelberg, 1980
- Kremer-Marietti, A. «Sur el estético de Taine», en Romantismo. Revue du dixneuvième siècle, 11 (1981) 23-29
- Lombardo, P. «Taine between arte and science», en Yale French Studies, 77 (1990) 117-133
- Revel, J.-F. «La filosófica del arte de Taine», en Precios, 163 (1964) 38-43
- Zeitler, J. Die Kunstphilosophie von Hippolyte Adolphe Taine, Seemann Leipzig, 1901

## Ediciones
- Taine, Hippolyte, Filosophie de l'art Germer Bailliere, París 1865
- Taine, Hippolyte, Filosophie de l'art, ed. por J.-F. Revel, Hermann, París 1964
- Taine, Hipólito, Filosofía del arte 2 vols., F. Sempere, Valencia 1909
- Taine, Hipólito, Filosofía del arte 4 vols., trad. miedo A. Cebrián, Espada-Calpe, Madrid 1933-1935
- Taine, Hipólito, Filosofía del arte ls., Espada-Calpe, Madrid 1958-1960 (1: Naturaleza y producción de la obra de arte